# Elecciones federales de Australia de 1987
El sábado 11 de julio de 1987 se celebraron elecciones federales en Australia, en las que se renovaron la Cámara de Representantes y el Senado.

## Resultados

### Cámara de Representantes
|  | Partido                       | Votos     | %     | +/-   | Escaños | +/- |
|  | Partido Laborista Australiano | 4.222.431 | 45.76 | −1.79 | 86      | +4  |
|  | Partido Liberal de Australia  | 3.175.262 | 34.41 | +0.35 | 43      | −2  |
|  | Partido Nacional de Australia | 1.060.976 | 11.50 | +0.87 | 19      | −2  |
|  | Demócratas Australianos       | 554.017   | 6.00  | +0.55 | 0       | 0   |
|  | Country Liberal Party         | 21.668    | 0.23  | −0.09 | 0       | 0   |
|  | Otros                         | 189.975   | 2.06  | +0.07 | 0       | 0   |
|  | Total                         | 9.227.772 |       |       | 148     |     |
|  | Partido Laborista Australiano |           | 50.83 | −0.94 | 86      | +4  |
|  | Coalición Liberal- Nacional   |           | 49.17 | +0.94 | 62      | −4  |

### Senado
|  | Partido                        | Votos     | %     | +/-   | Escaños ganados | Escaños totales |
|  | Partido Laborista Australiano  | 4.013.860 | 42.83 | +0.66 | 32              | 32              |
|  | Liberal Party of Australia     | 1.965.180 | 20.97 | +0.38 | 23              | 26              |
|  | Liberal/Nacional (Lista Única) | 1.289.888 | 13.76 | +1.05 | 5               |                 |
|  | Demócratas Australianos        | 794.107   | 8.47  | +0.85 | 7               | 7               |
|  | Partido Nacional de Australia  | 664.394   | 7.09  | +1.16 | 5               | 7               |
|  | Call to Australia Party        | 136.825   | 1.46  | −0.36 | 0               | 0               |
|  | Nuclear Disarmament Party      | 102.480   | 1.09  | −6.14 | 1               | 1               |
|  | Vallentine Peace Group         | 40.048    | 0.43  | *     | 1               | 1               |
|  | Brian Harradine                | 37.037    | 0.40  | +0.14 | 1               | 1               |
|  | Country Liberal Party          | 19.970    | 0.21  | −0.10 | 1               | 1               |
|  | Otros                          | 307.892   | 3.29  | +1.93 | 0               | 0               |
|  | Total                          | 9.371.681 |       |       | 76              | 76              |

- Datos: Q1357787